# 300 metros

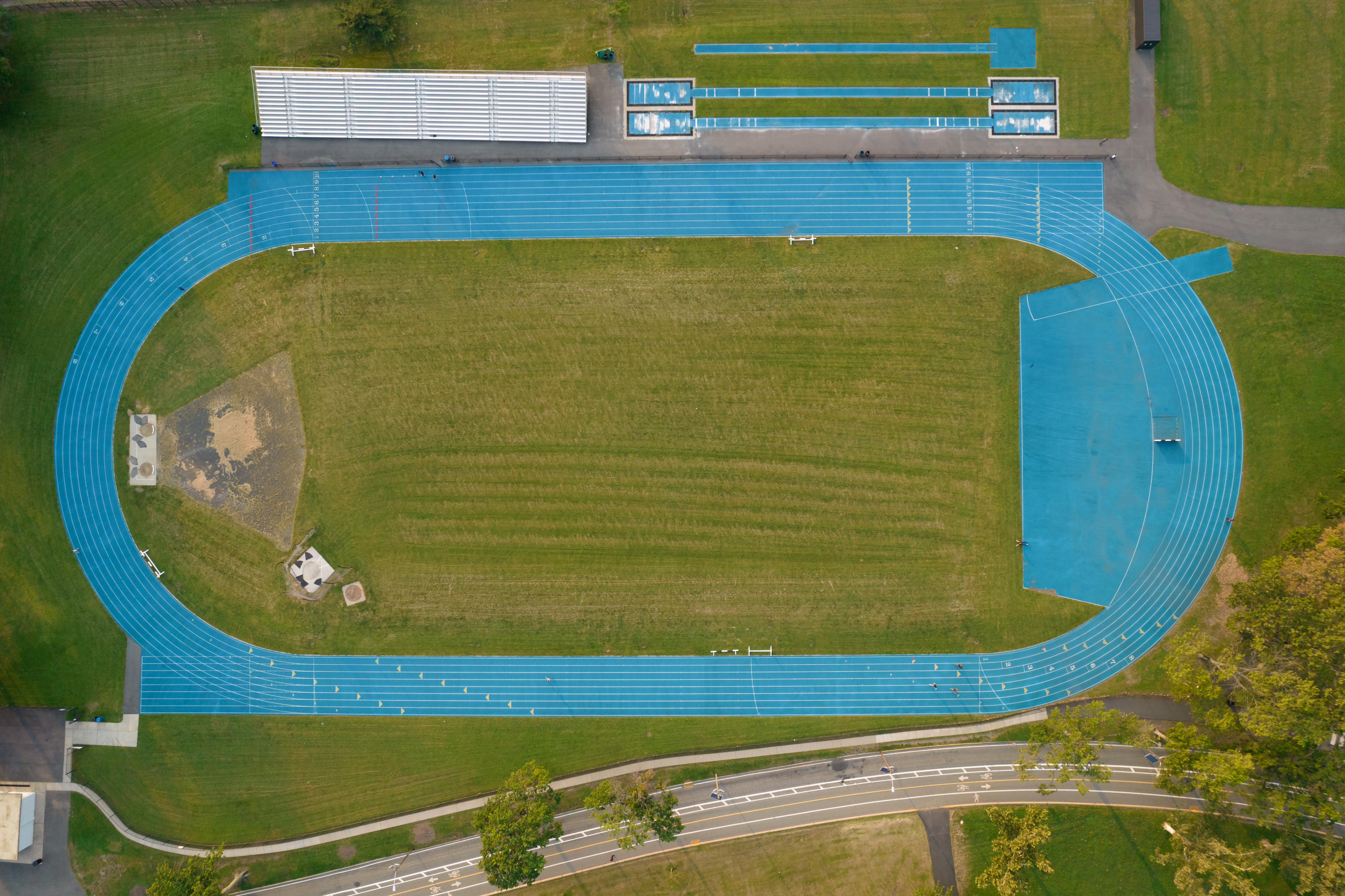
Pista Lincoln Park Track, Jersey City, New Jersey, donde se realizan competencias relacionadas

Los 300 metros es un evento de carrera poco común en competiciones de pista de 200 a 400 metros.

## Top 25 de todos los tiempos
- + = en Ruta a 400 m a rendimiento
- i = rendimiento bajo techo
- A = afectado por altitud
- OT = pista de gran tamaño (> 200 m en circunferencia)

### Hombres
- Correcto hasta junio de 2017.[1]

| Rango | Resultado | Atleta            | Nacionalidad    | Fecha                   | Sitio                | Ref   |
| ----- | --------- | ----------------- | --------------- | ----------------------- | -------------------- | ----- |
| 1     | 30.81     | Wayde van Niekerk | Sudáfrica       | 28 de junio de 2017     | Ostrava              | [ 2 ] |
| 2     | 30.85 A   | Michael Johnson   | Estados Unidos  | 24 de marzo de 2000     | Pretoria             |       |
| 3     | 30.97     | Usain Bolt        | Jamaica         | 27 de mayo de 2010      | Ostrava              | [ 3 ] |
| 4     | 31.23     | LaShawn Merritt   | Estados Unidos  | 11 de junio de 2016     | Kingston             | [ 4 ] |
| 5     | 31.44     | Isaac Makwala     | Botsuana        | 28 de junio de 2017     | Ostrava              | [ 2 ] |
| 6     | 31.48     | Roberto Hernández | Cuba            | 3 de septiembre de 1990 | Jerez de la Frontera | [ 5 ] |
| 6     | 31.48     | Danny Everett     | Estados Unidos  | 3 de septiembre de 1990 | Jerez de la Frontera | [ 5 ] |
| 8     | 31.56     | Douglas Walker    | Reino Unido     | 19 de julio de 1998     | Gateshead            |       |
| 9     | 31.58+    | Jeremy Wariner    | Estados Unidos  | 31 de agosto de 2007    | Osaka                | [ 6 ] |
| 10    | 31.61     | Anthuan Maybank   | Estados Unidos  | 13 de julio de 1996     | Durham               |       |
| 10    | 31.61     | Clarence Munyai   | Sudáfrica       | 28 de junio de 2017     | Ostrava              | [ 2 ] |
| 12    | 31.64     | Tony McQuay       | Estados Unidos  | 11 de junio de 2016     | Kingston             |       |
| 13    | 31.67     | John Regis        | Reino Unido     | 17 de julio de 1992     | Gateshead            |       |
| 14    | 31.70     | Kirk Baptiste     | Estados Unidos  | 18 de agosto de 1984    | Londres              |       |
| 15    | 31.73     | Thomas Jefferson  | Estados Unidos  | 22 de agosto de 1987    | Londres              |       |
| 16    | 31.74     | Gabriel Tiacoh    | Costa de Marfil | 6 de agosto de 1986     | La Coruña            |       |
| 17    | 31.77     | Tyler Christopher | Canadá          | 20 de mayo de 2004      | Sainte Anne          |       |
| 18    | 31.80     | Pavel Maslák      | República Checa | 28 de junio de 2017     | Ostrava              | [ 7 ] |
| 19    | 31.81     | Gil Roberts       | Estados Unidos  | 11 de junio de 2016     | Kingston             |       |
| 20    | 31.82     | Steve Lewis       | Estados Unidos  | 17 de julio de 1992     | Gateshead            |       |
| 21    | 31.87     | Mark Richardson   | Reino Unido     | 19 de julio de 1998     | Gateshead            |       |
| 21    | 31.87     | Jonathan Borlée   | Bélgica         | 5 de julio de 2012      | Naimette-Xhovémont   |       |
| 21    | 31.87 i   | Noah Lyles        | Estados Unidos  | 4 de marzo de 2017      | Alburquerque         | [ 8 ] |
| 24    | 31.88+    | Angelo Taylor     | Estados Unidos  | 31 de agosto de 2007    | Osaka                | [ 6 ] |
| 24    | 31.88     | Darren Clark      | Australia       | 30 de junio de 1986     | Belfast              |       |
| 24    | 31.88 i   | Wallace Spearmon  | Estados Unidos  | 10 de febrero de 2006   | Fayetteville         |       |
| 25    | 31.91+    | Christopher Brown | Bahamas         | 31 de agosto de 2007    | Osaka                | [ 9 ] |

### Mujeres
- Correcto hasta mayo de 2017.[10]

| Rango | Resultado    | Atleta                   | Nacionalidad        | Fecha                    | Sitio                | Ref    |
| ----- | ------------ | ------------------------ | ------------------- | ------------------------ | -------------------- | ------ |
| 1     | 34.14+       | Marita Koch              | Alemania Occidental | 6 de octubre de 1985     | Camberra             | [ 11 ] |
| 2     | 34.95+       | Jarmila Kratochvílová    | Checoslovaquia      | 18 de agosto de 1982     | Zürich               | [ 11 ] |
| 3     | 35.00+       | Marie-José Pérec         | Francia             | 27 de agosto de 1991     | Tokio                | [ 11 ] |
| 4     | 35.01+       | Olga Bryzgina            | Ucrania             | 6 de octubre de 1985     | Camberra             | [ 11 ] |
| 5     | 35.24+       | Tatána Kocembová         | Checoslovaquia      | 10 de agosto de 1983     | Helsinki             | [ 11 ] |
| 6     | 35.30 A      | Ana Guevara              | México              | 3 de mayo de 2003        | Ciudad de México     |        |
| 7     | 35.45 i      | Irina Privalova          | Rusia               | 17 de enero de 1993      | Moscú                |        |
| 8     | 35.46        | Kathy Cocinero           | Reino Unido         | 18 de agosto de 1984     | Londres              |        |
| 8     | 35.46        | Chandra Cheeseborough    | Estados Unidos      | 18 de agosto de 1984     | Londres              |        |
| 10    | 35.47+       | Valerie Brisco-Ganchos   | Estados Unidos      | 26 de septiembre de 1988 | Seúl                 | [ 11 ] |
| 11    | 35.48 i (OT) | Svetlana Goncharenko     | Rusia               | 4 de febrero de 1998     | Tampere              |        |
| 12    | 35.63+       | Sanya Richards-Ross      | Estados Unidos      | 18 de agosto de 2009     | Berlín               | [ 11 ] |
| 13    | 35.69 i      | Patricia Sala            | Jamaica             | 14 de febrero de 2012    | Liévin               | [ 12 ] |
| 14    | 35.70        | Irena Szewinska          | Polonia             | 4 de julio de 1975       | Londres              |        |
| 14    | 35.70        | Léa Sprunger             | Suiza               | 25 de mayo de 2017       | Langenthal           | [ 13 ] |
| 16    | 35.71        | Donna Fraser             | Reino Unido         | 28 de agosto de 2000     | Gateshead            |        |
| 16    | 35.71 i      | Quanera Hayes            | Estados Unidos      | 7 de enero de 2017       | Clemson              | [ 14 ] |
| 16    | 35.71 i      | Shaunae Miller           | Bahamas             | 11 de febrero de 2017    | Ciudad de Nueva York | [ 15 ] |
| 19    | 35.73+       | Novlene Williams-Molinos | Jamaica             | 29 de agosto de 2007     | Osaka                | [ 11 ] |
| 20    | 35.74        | Courtney Okolo           | Estados Unidos      | 23 de julio de 2016      | Houston              |        |
| 21    | 35.78+       | Olga Nazarova            | Rusia               | 26 de septiembre de 1988 | Seúl                 | [ 11 ] |
| 22    | 35.81        | Silke Knoll              | Alemania            | 19 de mayo de 1990       | Olpe                 |        |
| 23    | 35.82        | Cydonie Mothersille      | Islas Caimán        | 14 de septiembre de 2000 | Sídney               |        |
| 24    | 35.83 i (A)  | Merlene Ottey            | Jamaica             | 14 de marzo de 1981      | Pocatello            |        |
| 25    | 35.90+       | Antonina Krivoshapka     | Rusia               | 18 de agosto de 2009     | Berlín               | [ 11 ] |

A continuación se muestra una lista de otros tiempos iguales o superiores a 35.90:
- Marita Koch también corrió 34.66+ (1984).
- Jarmila Kratochvílová También corrió 35.06+ (1983).
- Olga Bryzgina también corrió 35.47+ (1988).
- Kathy Cocina también corrió 35.51 (1983), 35.8+ (ht) (1982).
- Svetlana Goncharenko También corrió 35.69i (OT) (1999).
- Sanya Richards-Ross también corrió 35.83+ (2006).